# Lekkoatletyka na Letnich Igrzyskach Olimpijskich 1936 – bieg na 400 m przez płotki mężczyzn

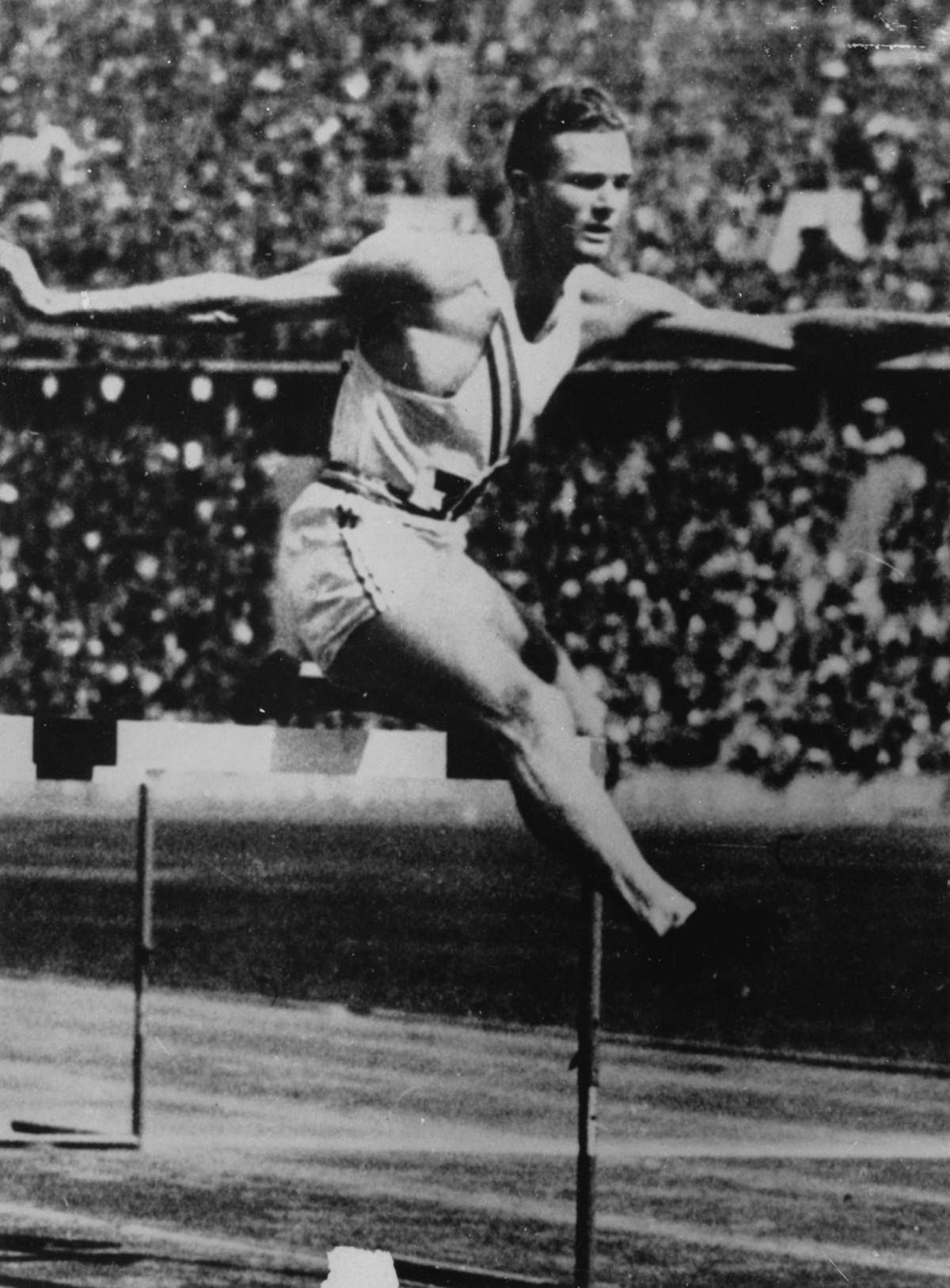
Glenn Hardin

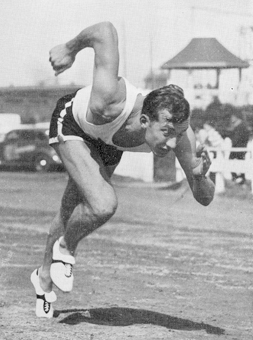
John Loaring

Bieg na 400 metrów przez płotki mężczyzn był jedną z konkurencji rozgrywanych podczas XI Letnich Igrzysk Olimpijskich. Biegi zostały rozegrane w dniach 3 i 4 sierpnia 1936 roku na Stadionie Olimpijskim w Berlinie. Wystartowało 32 zawodników z 20 krajów.

## Rekordy
|                   | Zawodnik     | Wynik | Miejsce     | Data                 |
| ----------------- | ------------ | ----- | ----------- | -------------------- |
| Rekord świata     | Glenn Hardin | 50,6  | Sztokholm   | 26 lipca 1934(dts)   |
| Rekord olimpijski | Glenn Hardin | 52,0  | Los Angeles | 1 sierpnia 1932(dts) |

## Terminarz
| Data            |            | Godzina |
| --------------- | ---------- | ------- |
| 3 sierpnia 1936 | Eliminacje | 15:00   |
| 4 sierpnia 1936 | Półfinały  | 15:00   |
| 4 sierpnia 1936 | Finał      | 17:30   |

## Wyniki

### Eliminacje
Z każdego z 6 biegów do półfinału awansowało po dwóch najlepszych zawodników.

#### Bieg 1
| Poz. | Zawodnik           | Reprezentacja     | Czas | Uwagi |
| ---- | ------------------ | ----------------- | ---- | ----- |
| 1.   | József Kovács      | Węgry             | 53,7 | Q     |
| 2.   | Juul Bosmans       | Belgia            | 53,8 | Q,    |
| 3.   | Prudent Joye       | Francja           | 54,1 |       |
| 4.   | Tokio Fukuda       | Japonia           | 56,8 |       |
| –    | Andries Becker     | Południowa Afryka | DNS  |       |
| –    | Svend Aage Thomsen | Dania             | DNS  |       |

#### Bieg 2
| Poz. | Zawodnik        | Reprezentacja     | Czas   | Uwagi |
| ---- | --------------- | ----------------- | ------ | ----- |
| 1.   | Fritz Nottbrock | III Rzesza        | 54,7   | Q     |
| 2.   | Dale Schofield  | Stany Zjednoczone | 54,8   | Q     |
| 3.   | Luigi Facelli   | Włochy            | 55,1   |       |
| 4.   | James Worrall   | Kanada            | 55,5   |       |
| 5.   | Louis Gailliard | Francja           | 56,4   |       |
| 6.   | August Banščak  | Jugosławia        | 1:01,5 |       |

#### Bieg 3
| Poz. | Zawodnik       | Reprezentacja | Czas | Uwagi |
| ---- | -------------- | ------------- | ---- | ----- |
| 1.   | Miguel White   | Filipiny      | 53,4 | Q     |
| 2.   | John Loaring   | Kanada        | 54,3 | Q     |
| 3.   | Alf Watson     | Australia     | 54,5 |       |
| 4.   | Masao Ichihara | Japonia       | 54,7 |       |
| 5.   | Joanis Skiadas | Grecja        | 55,3 |       |
| 6.   | Emilio Mori    | Włochy        | 55,6 |       |

#### Bieg 4
| Poz. | Zawodnik                 | Reprezentacja     | Czas | Uwagi |
| ---- | ------------------------ | ----------------- | ---- | ----- |
| 1.   | Pat Patterson            | Stany Zjednoczone | 54,4 | Q     |
| 2.   | Juan Lavenás             | Argentyna         | 54,5 | Q     |
| 3.   | Hans Scheele             | III Rzesza        | 54,6 |       |
| 4.   | Umberto Ridi             | Włochy            | 55,5 |       |
| 5.   | Teodoro Malasig          | Filipiny          |      |       |
| –    | Bruno Leu                | Austria           | DNS  |       |
| –    | Abu Al-Yazid El-Halawani | Królestwo Egiptu  | DNS  |       |

#### Bieg 5
| Poz. | Zawodnik          | Reprezentacja     | Czas | Uwagi |
| ---- | ----------------- | ----------------- | ---- | ----- |
| 1.   | Christos Mandikas | Grecja            | 53,8 | Q     |
| 2.   | Sylvio Padilha    | Brazylia          | 54,2 | Q     |
| 3.   | Vane Ivanović     | Jugosławia        | 54,7 | [ 4 ] |
| 4.   | Frank Rushton     | Południowa Afryka | 55,2 |       |
| 5.   | Kell Areskoug     | Szwecja           | 55,7 |       |
| 6.   | Walter Fritsch    | Chile             | 58,3 |       |

#### Bieg 6
| Poz. | Zawodnik       | Reprezentacja     | Czas | Uwagi |
| ---- | -------------- | ----------------- | ---- | ----- |
| 1.   | Glenn Hardin   | Stany Zjednoczone | 53,9 | Q     |
| 2.   | Willi Kürten   | III Rzesza        | 54,5 | Q     |
| 3.   | Ernst Leitner  | Austria           | 54,9 |       |
| 4.   | Ernst Berndt   | Czechosłowacja    | 57,6 |       |
| 5.   | John Sheffield | Wielka Brytania   | 58,1 |       |
| –    | Larry O’Connor | Kanada            | DNS  |       |
| –    | Pelle Persson  | Szwecja           | DNS  |       |

### Półfinały
Z każdego z półfinałów do finału awansowało trzech najlepszych zawodników.

#### Bieg 1
| Poz. | Zawodnik          | Reprezentacja     | Czas | Uwagi |
| ---- | ----------------- | ----------------- | ---- | ----- |
| 1.   | Glenn Hardin      | Stany Zjednoczone | 53,2 | Q     |
| 2.   | Miguel White      | Filipiny          | 53,4 | Q     |
| 3.   | Christos Mandikas | Grecja            | 53,5 | Q,    |
| 4.   | Dale Schofield    | Stany Zjednoczone | 53,5 |       |
| 5.   | Juan Lavenás      | Argentyna         | 54,5 |       |
| 6.   | Willi Kürten      | III Rzesza        | 54,5 |       |

#### Bieg 2
| Poz. | Zawodnik        | Reprezentacja     | Czas | Uwagi |
| ---- | --------------- | ----------------- | ---- | ----- |
| 1.   | Pat Patterson   | Stany Zjednoczone | 52,8 | Q     |
| 2.   | John Loaring    | Kanada            | 53,1 | Q     |
| 3.   | Sylvio Padilha  | Brazylia          | 53,3 | Q,    |
| 4.   | Juul Bosmans    | Belgia            | 53,4 | [ 3 ] |
| 5.   | József Kovács   | Węgry             | 54,0 |       |
| 6.   | Fritz Nottbrock | III Rzesza        | 54,8 |       |

### Finał
| Poz. | Zawodnik          | Reprezentacja     | Czas | Uwagi |
| ---- | ----------------- | ----------------- | ---- | ----- |
| 1.   | Glenn Hardin      | Stany Zjednoczone | 52,4 |       |
| 2.   | John Loaring      | Kanada            | 52,7 | [ 6 ] |
| 3.   | Miguel White      | Filipiny          | 52,8 |       |
| 4.   | Pat Patterson     | Stany Zjednoczone | 53,0 |       |
| 5.   | Sylvio Padilha    | Brazylia          | 54,0 |       |
| 6.   | Christos Mandikas | Grecja            | 54,2 |       |